# Gene Franklin
Gene F. Franklin (Banner Elk, 25 de julho de 1927 — Palo Alto, 9 de agosto de 2012) foi um engenheiro estadunidense.
Especialista em teoria de controle, graduado em engenharia elétrica pelo Instituto de Tecnologia da Geórgia em 1950, com mestrado no Instituto de Tecnologia de Massachusetts em 1952 e doutorado na Universidade Columbia em 1955.
Morreu dia 9 de agosto de 2012, aos 85 anos.